# José Carlos Llop Carratalá
José Carlos Llop Carratalá (Palma, Mallorca, 1956) és un escriptor mallorquí en castellà. Ha conreat diversos gèneres, des de la poesia a la novel·la. Especial rellevància té la seva obra diarística, composta fins al moment de cinc volums, publicats entre 1990 i 2006.
Va estudiar al Col·legi dels jesuïtes de Palma i a la Facultat de Dret de la Universitat de Barcelona. És bibliotecari i col·laborador habitual de Diario de Mallorca des de fa trenta-tres anys. També és col·laborador de l'ABC i El País.
Les seues dues últimes obres narratives fins avui són Paris suite: 1940 (2007), novel·la d'un obscur episodi en la vida de l'escriptor César González Ruano. i La ciudad sumergida (2010), un recorregut literari pels llocs emblemàtics de Palma.
Ha traduït al castellà al Premi Nobel de Literatura Derek Walcott, Llorenç Villalonga, Josep Melià, Patrick Modiano i Biel Mesquida Amengual.
Ha publicat Illes (1993), primera traducció de la poesia de Derek Walcott al castellà, així com altres traduccions de diferents poetes i novel·listes insulars com Blai Bonet, Guillem Frontera, Biel Mesquida, Llorenç Villalonga o Marià Villangómez.
Ha comissariat una gran exposició antològica de l'obra de l'artista francoindoxinès Pierre Le-Tan (Museu Reina Sofia, 2004) i ha prologat obres, entre d'altres, de Robert Graves, l'arxiduc Lluís Salvador d'Àustria, Derek Walcott, Nancy Mitford, Patrick Modiano, Janet Lewis, i Miquel i Llorenç Villalonga –del qual ha estat editor dels seus Pousse-Cafè, Diari de Guerra, Bearn o la sala de nines i El cicle de Bearn.
A més del francès –llengua a la qual han estat traduïdes totes les seves novel·les–, algunes d'elles s'han publicat en anglès, àrab i alemany. Quant a la poesia, hi ha traducció francesa de La vida distinta: La vie différente (Éditions D.O. 2016) i traducció alemanya d'El canto de las ballenas i de Casamatas bajo la luna. Altres poemes seus han estat traduïts al portuguès, anglès, francès i alemany. Arran de tenir molta obra traduïda al francès, el 2008 va rebre el Prix Écureuil de Littérature étrangère.

## Premis
José Carlos Llop és Premi de les Lletres del diari El Mundo 2004, Premi Ramon Llull del Govern Balear 2011 i Medalla d'Or de la Ciutat de Palma (2022).
Obres seves que han assolit premis són:
- La tumba etrusca. Premi Anthropos de Poesia 1991.
- La novel·la del siglo. Premi NH al millor llibre de relats publicat a Espanya en 1999.
- El informe Stein. Prix Écureil de Littérature étrangère 2009.
- La cámara de ámbar. Seleccionat per al Prix Jean Monnet de Littératures Européennes 2011 i per al Prix Jean Carrière 2011.
- En la ciudad sumergida. Mention Special du Jury Prix Mediterranée 2013.
- Solsticio. Prix Laure Bataillon 2017. Seleccionat per al Premi de la Reial Acadèmia Espanyola 2014. Seleccionat per al Prix du Livre Européen 2016. Finalista del Prix Jean Monnet de Littératures Européennes 2017. Finalista del Prix donis Lecteurs du Festival de Cognac 2017.
- Reyes de Alejandría. Finalista Prix Jean Monnet de Littératures Européennes 2018 i del Prix La Rive Gauche à Paris 2018.
- Oriente. Finalista del Prix Fitzgerald 2022.

## Obra

### Poesia
- Drakul-Lettre (1983)
- La naturaleza de las cosas (1987)
- La tumba etrusca
- En el hangar vacío (1995)
- Antología personal (1995)
- La oración de Mr. Hyde (2001)
- Poesía 1974-2001 (2002)
- Quartet (en català, 2002)
- La dádiva (2004)
- La avenida de la Luz (2007)
- Cuando acaba septiembre (2011)
- La vida distinta (2014)
- Mediterráneos (Poesía 2001-2021) (2022)

### Narrativa
- Pasaporte diplomático (1991)
- El canto de las ballenas (1994)
- El informe Stein (1995)
- La cámara de ámbar (1996)
- La novela del siglo (1999)
- Háblame del tercer hombre (El Aleph, 2001)
- El mensajero de Argel (2004)
- París: suite 1940 (2007)
- En la ciudad sumergida (2010)
- Solsticio (2013)
- Reyes de Alejandría (2016)[3]
- Oriente (2019)

### Diaris
- La estación inmóvil (1990)
- Champán y sapos (1994)
- Arsenal (1996).
- El Japón en Los Ángeles (1999)
- La escafandra (2006)

### Contes
- Pasaporte diplomático (El Aleph, 1991)
- La novela del siglo (El Aleph, 1999)
- Ecuador. La tenista (Ediciones Alfabia, 2008)

### Assaig i miscel·lànies
- La ciudad invisible (Olañeta, 1991)
- Consulados fantasmas (Di7, 1996)
- Al sur de Marsella (Olañeta, 2005)
- Le consulat français (editat a Bordeus)
- Los papeles del Nixe (2016)

### Teatre
- La nit de Catalina Homar (en català)